# Puch bei Hallein
Puch bei Hallein es una localidad del distrito de Hallein, en el estado de Salzburgo, Austria, con una población estimada a principio del año 2018 de 4675 habitantes. 
Se encuentra ubicada en el centro-norte del estado, cerca de la frontera con el estado de Alta Austria y Alemania.